# 並木弘道
並木 弘道（なみき ひろみち、1958年2月15日 - 2013年12月5日）は、東京都出身のプロゴルファー。
義妹には女優、タレント、モデルの春田紀尾井がいる。

## 来歴
所属していた国際商科大学ゴルフ部は関東学生連盟リーグ戦Aブロックではなかったが、並木は実力があったため個人戦には出場していた。
1987年には札幌とうきゅうオープンで高橋勝成・須貝昇・渡辺司と並んでの5位タイ、1988年にはテーラーメイド瀬戸内海オープンで鈴木豊・入江勉・川俣茂・中村忠夫と並んでの9位タイに入った。
1990年のよこはまオープンでは初日、2日目共に69をマークして植田浩史と並んでの6位タイ、3日目には金子柱憲と並んでの3位タイに着け、最終日には曽根保夫・山本己沙雄・藤間達雄と並んでの5位タイに入った。
1990年のミズノTOKYOオープンでは2日目に63をマークして首位に立ったが、最終日には天野勝・西川哲・佐藤英之に次ぐ4位に終わった。
1990年には後楽園カップ（第5回）で優勝し、1999年のフジサンケイクラシックを最後にレギュラーツアーから引退。
2005年には北見オープン・プロの部ですし石垣・日下部光隆・上原宏一と並んでの8位タイに入り、2009年には同大会シニアの部でプレーオフの末に優勝。
2006年にはプロ、研修生のミニツアー「ATPツアー」の男子賞金ランキングで3位に入る。
2009年には中国・上海で行われたHANDA CUP INTERNATIONALに中山徹・横山明仁と共に出場し、69をマークして優勝。
2010年からは東京国際大学ゴルフ部監督に就任し、6ブロックある関東大学リーグのF、E、Dブロックでそれぞれ優勝させ、Cブロック対抗戦で準優勝させるほどの実績を挙げたが、体調を崩し長期療養を送る。並木は顧問となり、後任には湯原信光が就任。
2013年12月5日午後3時、原発不明癌のため千葉県木更津市の病院で死去。享年55歳。　

## 主な優勝
レギュラー
- 1990年 - 後楽園カップ（第5回）

シニア
- 2009年 - HANDA CUP INTERNATIONAL、北見オープン・シニアの部